# ドデスカ+
『ドデスカ+』（どですかぷらす）は、名古屋テレビ（メ〜テレ）で2023年10月2日から平日 15:40 - 19:00に放送される帯の東海3県向けのローカルワイド番組。

## 概要
当番組の前身は、久しぶりに夕方の番組を担当した、星恭博をメインに据えて2005年4月にスタートした『アップ!』である。
2023年10月2日より、番組タイトルを『ドデスカ!+』と改め、『ドデスカ!』の夕方版としてスタートした。メインMCは2023年9月30日まで『ドデスカ!ドようびデス。』でMCを務めていた入社9年目の濱田隼を起用した。
番組のキャッチフレーズは「1日・2ドデスカ（度ですか）!」。当番組がスタートしたことにより、メーテレのニュース番組が朝夕『2ドデスカ!」となった。それに合わせてスタジオやテロップの基本デザインは『ドデスカ!』と共用されている。
番組名の由来は、『ドデスカ!+』の「+」には2つの思いがあり、「地元とのつながりをさらに“プラス”」の意味と「『ドデスカ!』の標榜するモットーにさらに魅力を“プラス”したい」という意味が込められている。
また、『ドデスカ!』と同様にメ〜テレのマスコットキャラクター・ウルフィが出演し、一部のコーナーを担当している。
『アップ!』時代と同様、テレビ朝日制作の『スーパーJチャンネル』の16:48 - 18:15のネットは継続されている。
本番組、及びドデスカ!独自の『ドデスカポーズ』と呼ばれるものがあり、人差し指を立てて、残りの指を曲げて親指につけて小さな輪の形にするものである。

## 視聴率
2023年度の視聴率は2023年に名古屋市内視聴量2位を獲得している。（ビデオリサーチ調べ、名古屋地区・世帯・リアルタイム。以下略）。

## 番組史

### 2023年
- 10月2日 - 『アップ!』の後番組として、『ドデスカ!』の夕刊版として、当番組がスタート。アップ!から引き続き、西尾菜々美（サブMC）、上坂嵩、石井祐里枝（両者ともフィールドキャスター）、望木聡子（中継リポーター）、冨永幸・山田修作（両者とも気象予報士）が出演。メインMCは新たに、「ドデスカ!」「ドデスカ!ドようびデス。」に出演していた濱田隼が出演。メ～テレの新たな夕方の顔となる。
- 10月6日 - 『アップ!』のメ～ロメロポストの後続コーナーとしてメ～ロメロ生電話がスタート。濱田と山田が担当する。
- 12月22日 - 年内の生放送が最後となった。
- 12月30日 - 当番組初となるスペシャル番組を放送。詳細は下述を参照。

### 2024年
- 1月1日 - 能登半島地震(2024年)の見舞いの文を当番組のXで行った。
- 1月4日 - 新年初回の放送となったが、能登半島地震によるムードで、朝のドデスカ!と共同で行うはずだったお年玉企画を延期した。また、オープニングトークも能登半島地震のことが取り扱われており、暗い雰囲気でのスタートとなった。当日の番組内では震災先からの中継や、石川での地震の速報を随時入れていた。
- 3月29日  - 石井が退社のため番組を卒業。
- 4月1日 - 新年度に伴う担当変更が行われサブMCは月・水 - 金曜西尾、火曜望木、フィールドキャスターは月 - 木曜上坂、金曜に木岡真理奈が加入し、隔週金曜の中継リポーターに尾形杏奈が加入。番組表での表示を「ドデスカプラス」に改めたが、メーテレ側のミスで「ドデスカ！プラス」になってしまったこともある。
- 6月14日 - 金曜コメンテーターの近藤千尋が第3子妊娠による産休のためこの日の出演をもって一時休演を発表[5]。
- 6月17日 - 月曜コメンテーターの犬山紙子が休演。このため、番組史上初めてコメンテーターなしの日となった。なお、ウルフィ3択は上坂嵩が出演している。
- 7月1日 - 18時台の天気コーナーの山田の相方が濱田になった。
- 7月22日 - 月曜コメンテーターの犬山紙子がこの日未明に起きた東海道新幹線豊橋⇔三河安城間で起きた保守点検車両衝突脱線事故のため休演。このため、番組史上2度目のコメンテーターなしの日となった[6]。
- 8月8日 - 日向灘地震(2024年)の影響でウルフィ3択が休止。地震速報を伝え、パリオリンピックの中継に移った。なお、当日の問題は翌日出されている。
- 9月30日 - 秋改編で番組パワーアップ。再び「1日2度ですか!」を掲げ、ドデ＋中継がとびだせ!中継となり、隔週金曜から毎週金曜に変更した。また、天気コーナーを大幅に変更した。番組表での表示を「ドデスカ+」に改めた。
- 11月18日 - 番組プチリニューアル。ニュースで使用されているテロップがドデスカ!と再び共用になった。なお、上部に表示されているテロップは今まで通りである。
- 12月15日 - この日より年内は放送開始時間が16:10となった。

### 2025年
- 1月6日 - 新年最初の放送。放送開始時間が15:40に戻った。
- 3月28日 - 番組当初から気象予報士として出演していた冨永幸が卒業。
- 3月31日 - 番組パワーアップ。朝夕共通で『春だし進メ〜ロメロ』を掲げ、番組テーマソングは前年度同様、緑黄色社会の「陽はまた昇るから」となった。冨永幸に代わる気象予報士として、畑山弥保が就任。新特集リポーターに阿佐ヶ谷姉妹を迎える他、新コメンテーターに小島よしおを迎えた。またサブＭＣのシフトが変更され、月・金曜西尾、火・木曜望木、水曜日松崎杏香となった。また、フィールドキャスター陣も大幅に変更され、上坂が月曜のみの週1出演となった他、産休に入っていた石神愛子が火曜に加入し、西尾がMCと兼務する形で加入した。濱田、木岡の担当に変更はなし。
- 7月30日 - 後述の理由で本番組初、全編臨時休止となった。

## 番組リニューアル
2024年4月1日よりリニューアルが行われた。番組名から『!』の表記が削除され、ロゴはイメージカラーであるグリーンの色合いが変更となり、『ドデスカ!』と共通だったテロップは、フォーマットを引き続き同一としながらも、番組イメージカラーであるグリーンの差し色を入れたものに変更された。また、『ドデスカ!』と共通のスタジオセット・番組テーマソングも2番組ともに変更され、後者は緑黄色社会の「陽はまた昇るから」に変更された。

## ドデスカ!ファミリー（出演者）
朝のドデスカ!と同じように、当番組の出演者のことを『ドデスカ!ファミリー』と呼ぶ。
太字の出演者は月曜から金曜まで通しで担当する。
- △：メ～テレアナウンサー
- ◇：隔週出演
- □：毎週出演
- ☆：月1出演
- ★：不定期出演
- ◎：『アップ!』から継続出演
- ◯：『ドデスカ!』と兼務

|                       | 月曜日               | 火曜日                 | 水曜日                 | 木曜日                                  | 金曜日                 |
| --------------------- | -------------------- | ---------------------- | ---------------------- | --------------------------------------- | ---------------------- |
| メインMC              | 濱田隼△              | 濱田隼△                | 濱田隼△                | 濱田隼△                                 | 濱田隼△                |
| サブMC                | 西尾菜々美△◎         | 望木聡子△◎             | 松崎杏香△〇            | 望木聡子                                | 西尾菜々美             |
| フィールド キャスター | 上坂嵩△◎             | 石神愛子△◎             | 西尾菜々美△◎           | 木岡真理奈△                             | 木岡真理奈△            |
| コメンテーター        | 犬山紙子◎□           | 眞鍋かをり◇ 浅尾美和○◇ | 三輪記子◎□村上佳奈子◎☆ | 小島よしお☆ 田中雅美◎□                  | 松田丈志◇ 遼河はるひ◇◯ |
| スポーツ              | 濱田隼or西尾菜々美   | 濱田隼or西尾菜々美     | 濱田隼or西尾菜々美     | 濱田隼or西尾菜々美                      | 濱田隼or西尾菜々美     |
| エンタメ              | 西尾菜々美           | 望木聡子               | 松崎杏香               | 望木聡子                                | 西尾菜々美             |
| お天気キャスター      | 濱田隼△              | 濱田隼△                | 濱田隼△                | 濱田隼△                                 | 濱田隼△                |
| 気象予報士            | 畑山弥保（16時台）   | 畑山弥保（16時台）     | 畑山弥保（16時台）     | 畑山弥保（16時台）                      | 畑山弥保（16時台）     |
| 気象予報士            | 山田修作◎○（18時台） |                        |                        |                                         |                        |
| 16時台特集            | 西尾菜々美           | 望木聡子               | 松崎杏香               | 白井奈津                                | 松崎杏香               |
| 18時台特集            | U字工事 山田修作     | 望木聡子 阿佐ヶ谷姉妹  | 濱田隼                 | 松崎杏香 堂野浩久 木岡真理奈 かっちゃん | 西尾奈々美             |
| 中継リポーター        | （不在）             | （不在）               | （不在）               | （不在）                                | 松崎杏香△○             |

### メインキャスター
- 濱田隼　月 - 金曜日　メインMC
- 西尾菜々美（2025年3月31日 - ） 月・金曜日　サブMC
  - 2023年10月2日 - 2024年3月29日 月 - 金曜日
  - 2024年4月1日 - 2025年3月28日 月・水 - 金曜日
- 望木聡子（2025年4月1日 - ）火・木曜日　サブMC
  - 2024年4月2日 - 2025年3月25日 火曜日
- 松崎杏香（2025年4月2日 - ） 水曜日　サブMC

### フィールドキャスター
- 上坂嵩（2023年10月2日 - ）月曜日
  - 月 - 木曜日担当（2023年10月2日 - 2024年7月18日）
  - 月 - 水曜担当（2024年7月22日 - 2025年3月26日）[8]
  - 2025年3月31日 - 2025年4月14日 月・ 火 曜日担当
  - 2025年4月21日 -  月曜日担当
- 石神愛子（2025年4月22日 - ）火曜日
- 西尾奈々美（2025年4月23日-）水曜日
- 木岡真理奈（2024年4月5日 - ）木・金曜日
  - 金曜日担当（2024年4月5日 - 2024年7月19日）
  - 木・金曜日担当（2024年7月25日 - ）

### ニュース
- 濱田隼（2023年10月2日 - ）月 - 金曜日　速報・イマネタ+担当
- 西尾菜々美（2023年10月2日 - ）月・ 金曜日　ストレートニュース担当　 水曜日　フィールドキャスターニュース解説・イマネタ+担当
  - 2023年10月2日 - 2024年3月29日 月 - 金曜日
  - 2024年4月1日 - 2025年3月28日 月・水 - 金曜日
- 望木聡子（2024年4月3日 - ） 火・木曜日　ストレートニュース担当
  - 2024年4月2日 - 2025年3月25日 火曜日
- 松崎杏香 (2025年4月2日- ) 水曜日　ストレートニュース担当
- 上坂嵩（2023年10月2日 - ）月 - 水曜日　ニュース解説・イマネタ+担当
  - 2023年10月2日 - 2024年7月18日 月 - 木曜日担当
  - 2024年7月22日 - 2025年3月26日 月 - 水曜日担当
  - 2025年3月31日 - 2025年4月14日 月・ 火 曜日担当
  - 2025年4月21日 -  月曜日担当
- 石神愛子（2025年4月22日 - ）火曜日　ニュース解説・イマネタ+担当
- 木岡真理奈（2024年4月5日 - ）木・金曜日　ニュース解説・イマネタ+担当
  - 金曜日担当（2024年4月5日 - 2024年7月19日）
  - 木・金曜日担当（2024年7月25日 - ）

### スポーツ
- 濱田隼（2023年10月2日- ）月 - 金曜日　解説担当

- 西尾菜々美（2023年10月2日 - ）月・金曜日　じもスポ担当
  - 火曜担当（2023年10月2日 - 2024年3月29日）
  - 水・木担当(2023年10月2日-2025年3月)

### エンタメ
- 西尾菜々美 （2023年10月2日 - ）月・金曜日
  - 2023年10月2日 - 2024年3月29日 月 - 金曜日
- 望木聡子（2024年4月3日 - ）火・木曜日
- 松崎杏香（2025年4月2日 - ）水曜日

### お天気
両者とも気象予報士。
- 畑山弥保（2025年3月31日 - ）月 - 金曜日　16時台
- 山田修作（2023年10月2日 - ）月 - 金曜日　18時台

#### 中継リポーター
- 松崎杏香（2024年9月30日 - ）金曜日

### コメンテーター
※基本的に1名が担当する。不定期に2名が担当することもあるが、その場合、どちらかが16時台のみの出演となっている。（祝日も平日と同様のコメンテーターが担当する。）

#### 月曜日
- 犬山紙子（2023年10月2日 - ）毎週出演

#### 火曜日
- 眞鍋かをり（2023年10月3日 - ）隔週出演
- 浅尾美和（2023年10月10日 - ）隔週出演　※ドデスカ!兼務

#### 水曜日
- 三輪記子（2023年10月11日 - ）毎週水曜

- 村上佳菜子（2023年11月18日 - ）第4水曜日（2024年4月 - ）
  - 2023年10月 - 2024年3月、木曜日　不定期出演

#### 木曜日
- 田中雅美（2023年10月5日 - ）毎週木曜
  - 2023年10月 - 2025年3月、毎週木曜日
- 小島よしお（2025年4月3日 - ）第1木曜日

#### 金曜日
- 松田丈志（2023年10月日 - ）隔週金曜（2024年4月 - ）
  - 2023年10月 - 2024年3月 - 隔週木曜
- 近藤千尋（2023年10月13日 - ）[注釈 2]
- 遼河はるひ（2024年8月9日 - ）隔週金曜　※ドデスカ!兼務

### 16時台

#### 月曜　げつスポ
- 西尾奈々美（2023年10月2日 - ）

#### 火曜　メ〜ロメロポスト
- 望木聡子（2024年10月 - ）

#### 水曜　じもスポ
- 西尾奈々美（2023年10月 - ）

#### 木曜　イマ推し
- 白井菜津（2024年4月 - ）

#### 金曜　とびだす！中継
- 松崎杏香（2024年10月 - ）

### 18時台

#### 月曜　U字工事の解決迷Qグルメ
- U字工事◎（2023年10月 - ）

#### 月曜　旬咲く日和
- 山田修作◎（2023年10月 - ）

#### 火曜　フレ～！フレ～!一歩前へ
- 望木聡子☆◎[9]（2024年4月 - ）

#### 水曜　特報プラス+
- 濱田隼☆（2024年4月 - ）

#### 木曜　笠原さんの魔法のレシピ
- 尾形杏奈（2024年4月 - 10月）
- 松崎杏香（2024年9月 - ）
- 堂野浩久（2024年4月 - ）

#### 木曜　おでかけLIVEキッチン
- 木岡真理奈（2024年4月 - ）
- 堂野浩久（2024年4月 - ）
- かっちゃん（2024年4月 - ）

#### 金曜　マチ10
- 西尾菜々美☆◎（2024年4月 - ）

### ナレーション
- DALE（DJ、2023年10月 - 主に特集）
- 神取恭子（元メーテレアナウンサー、2023年10月 - ）

## 過去の出演者

### アナウンサー
| 期間      | 期間      | メインMC | サブMC     | サブMC     | サブMC     | サブMC     | サブMC     |
| 期間      | 期間      | メインMC | 月         | 火         | 水         | 木         | 金         |
| --------- | --------- | -------- | ---------- | ---------- | ---------- | ---------- | ---------- |
| 2023.10.2 | 2024.3.29 | 濱田隼   | 西尾菜々美 | 西尾菜々美 | 西尾菜々美 | 西尾菜々美 | 西尾菜々美 |
| 2024.4.1  | 2025.3.28 | 濱田隼   | 西尾菜々美 | 望木聡子   | 西尾奈々美 | 西尾奈々美 | 西尾奈々美 |
| 2025.3.31 | 現在      | 濱田隼   | 西尾菜々美 | 望木聡子   | 松崎杏香   | 望木聡子   | 西尾菜々美 |

| 期間      | 期間      | 月     | 火       | 水         | 木         | 金         |
| --------- | --------- | ------ | -------- | ---------- | ---------- | ---------- |
| 2023.10.2 | 2024.3.29 | 上坂嵩 | 上坂嵩   | 上坂嵩     | 上坂嵩     | 石井祐里枝 |
| 2024.4.1  | 2024.7.19 | 上坂嵩 | 上坂嵩   | 上坂嵩     | 上坂嵩     | 木岡真理奈 |
| 2024.7.22 | 2025.3.28 | 上坂嵩 | 上坂嵩   | 上坂嵩     | 木岡真理奈 | 木岡真理奈 |
| 2025.3.31 | 2025.4.18 | 上坂嵩 | 上坂嵩   | 西尾奈々美 | 木岡真理奈 | 木岡真理奈 |
| 2025.4.21 | 現在      | 上坂嵩 | 石神愛子 | 西尾奈々美 | 木岡真理奈 | 木岡真理奈 |

| 期間      | 期間      | 16時台   | 16時台       | 18時台   | 18時台       |
| 期間      | 期間      | 予報士   | アナウンサー | 予報士   | アナウンサー |
| --------- | --------- | -------- | ------------ | -------- | ------------ |
| 2023.10.2 | 2024.6.28 | 冨永幸   | 濱田隼       | 山田修作 | 西尾奈々美   |
| 2024.7.1  | 2025.3.28 | 冨永幸   | 濱田隼       | 山田修作 | 濱田隼       |
| 2025.3.31 | 現在      | 畑山弥保 | 濱田隼       | 山田修作 | 濱田隼       |

| 期間      | 期間      | 中継リポーター | 備考     |
| --------- | --------- | -------------- | -------- |
| 2023.10.2 | 2024.3.29 | 望木聡子       | 隔週出演 |
| 2024.4.1  | 2024.9.27 | 尾形杏奈       | 隔週出演 |
| 2024.9.30 | 現在      | 松崎杏香       | 毎週出演 |

#### メ〜テレを退社したアナウンサー・気象予報士
- 石井祐里枝△◎（2023年10月6日 - 2024年3月29日）金曜日　※退職のため卒業
- 冨永幸（2023年10月2日 -2025年3月28日）月 - 金曜日　16時台

#### 異動したアナウンサー
当項目は、異動した後の担当も示す
ドデスカ!出演中
- 尾形杏奈△（2024年4月1日 - 2024年9月27日）金曜日
  - 2023年10月2日 - 2024年9月25日 ドデスカ!お天気キャスター　月 - 水
  - 2024年4月1日 - 2024年9月27日 中継リポーター
  - 2024年9月30日 - ドデスカ!お天気キャスター 月 - 金

### コメンテーター
| 期間      | 期間      | 月曜     | 火曜       | 火曜     | 水曜     | 水曜       | 木曜     | 木曜       | 木曜       | 木曜       | 金曜       | 金曜       | 金曜       |
| --------- | --------- | -------- | ---------- | -------- | -------- | ---------- | -------- | ---------- | ---------- | ---------- | ---------- | ---------- | ---------- |
| 2023.10.2 | 2024.3.29 | 犬山紙子 | 眞鍋かをり | 浅尾美和 | 三輪記子 | （不在）   | 田中雅美 | 村上佳菜子 | 南田あゆみ | 松田丈志   | 近藤千尋   | ビビる大木 | （不在）   |
| 2024.4.1  | 2024.9.27 | 犬山紙子 | 眞鍋かをり | 浅尾美和 | 三輪記子 | 村上佳菜子 | 田中雅美 | 田中雅美   | 南田あゆみ | 南田あゆみ | 近藤千尋   | 松田丈志   | 三輪田俊介 |
| 2024.9.30 | 2025.3.28 | 犬山紙子 | 眞鍋かをり | 浅尾美和 | 三輪記子 | 村上佳菜子 | 田中雅美 | 田中雅美   | 南田あゆみ | 南田あゆみ | 遼河はるひ | 松田丈志   | 三輪田俊介 |
| 2025.3.31 | 現在      | 犬山紙子 | 眞鍋かをり | 浅尾美和 | 三輪記子 | 村上佳菜子 | 田中雅美 | 田中雅美   | 小島よしお | 小島よしお | 遼河はるひ | 松田丈志   | （不在）   |

#### 過去のコメンテーター
- ビビる大木（2023年10月6日 - 2024年3月15日）金曜日
- 南田あゆみ（2023年10月4日 -2025年3月27日）隔週木曜
- 三輪田俊介（2024年4月5日 - 2025年3月28日）隔週金曜　※現在はみわた小児科の医師として不定期にイマネタ+に出演している。
- 山田美保子（2023年10月6日 - 2025年3月28日）金曜日　エンタメ解説担当

| 放送日    | 放送日      | 2024年度コメンテーター | 2024年度コメンテーター | 2024年度コメンテーター | 2024年度コメンテーター | 2024年度コメンテーター | 2024年度コメンテーター | 2024年度コメンテーター |
| 放送日    | 放送日      | 月曜                   | 火曜                   | 水曜                   | 木曜                   | 木曜                   | 金曜                   | 金曜                   |
| --------- | ----------- | ---------------------- | ---------------------- | ---------------------- | ---------------------- | ---------------------- | ---------------------- | ---------------------- |
| 4月       | 1日 - 5日   | 犬山紙子               | 眞鍋かをり             | 三輪記子               | 田中雅美               | 南田あゆみ             | 三輪田俊介             | 近藤千尋               |
| 4月       | 8日 - 13日  | 犬山紙子               | 浅尾美和               | 三輪記子               | 田中雅美               | （不在）               | 松田丈志               | 松田丈志               |
| 4月       | 15日 - 19日 | 犬山紙子               | 眞鍋かをり             | 三輪記子               | 田中雅美               | 南田あゆみ             | 松田丈志               | 松田丈志               |
| 4月       | 22日 - 26日 | 犬山紙子               | 浅尾美和               | 村上佳菜子             | 田中雅美               | （不在）               | 三輪田俊介             | 近藤千尋               |
| 5月       | 29日 - 3日  | 犬山紙子               | 眞鍋かをり             | 三輪記子               | 田中雅美               | （不在）               | 松田丈志               | 松田丈志               |
| 5月       | 6日 - 10日  | 犬山紙子               | 浅尾美和               | 三輪記子               | 田中雅美               | 南田あゆみ             | 松田丈志               | 松田丈志               |
| 5月       | 13日 - 17日 | 犬山紙子               | 眞鍋かをり             | 三輪記子               | 田中雅美               | （不在）               | 三輪田俊介             | 近藤千尋               |
| 5月       | 20日 - 24日 | 犬山紙子               | 浅尾美和               | 三輪記子               | 田中雅美               | （不在）               | 松田丈志               | 松田丈志               |
| 5月       | 27日 - 31日 | 犬山紙子               | 眞鍋かをり             | 村上佳菜子             | 田中雅美               | 南田あゆみ             | 三輪田俊介             | 近藤千尋               |
| 6月       | 3日 - 7日   | 犬山紙子               | 浅尾美和               | 三輪記子               | 田中雅美               | （不在）               | 松田丈志               | 松田丈志               |
| 6月       | 10日 - 14日 | 犬山紙子               | 眞鍋かをり             | 三輪記子               | 田中雅美               | 南田あゆみ             | 三輪田俊介             | 近藤千尋               |
| 6月       | 17日 - 21日 | （不在）               | 浅尾美和               | 三輪記子               | 田中雅美               | （不在）               | 松田丈志               | 松田丈志               |
| 6月       | 24日 - 28日 | 犬山紙子               | 眞鍋かをり             | 村上佳菜子             | 田中雅美               | 南田あゆみ             | 松田丈志               | 三輪田俊介             |
| 7月       | 1日 - 5日   | 犬山紙子               | 浅尾美和               | 三輪記子               | 田中雅美               | 南田あゆみ             | 松田丈志               | 松田丈志               |
| 7月       | 8日 - 12日  | 犬山紙子               | 眞鍋かをり             | 三輪記子               | 田中雅美               | （不在）               | 松田丈志               | 三輪田俊介             |
| 7月       | 15日 - 19日 | 犬山紙子               | 浅尾美和               | 三輪記子               | 田中雅美               | 南田あゆみ             | 松田丈志               | 松田丈志               |
| 7月       | 22日 - 26日 | （不在）               | 眞鍋かをり             | 三輪記子               | 田中雅美               | （不在）               | 三輪田俊介             | 坂下千里子             |
| 8月       | 29日 - 2日  | 犬山紙子               | 浅尾美和               | 村上佳菜子             | 田中雅美               | （不在）               | 登坂絵莉               | 登坂絵莉               |
| 8月       | 5日 - 9日   | 犬山紙子               | 眞鍋かをり             | 三輪記子               | 田中雅美               | （不在）               | 遼河はるひ             | 三輪田俊介             |
| 8月       | 12日 - 16日 | 浅尾美和               | 浅尾美和               | 三輪記子               | 田中雅美               | 南田あゆみ             | 松田丈志               | 松田丈志               |
| 8月       | 19日 - 23日 | 犬山紙子               | 眞鍋かをり             | 三輪記子               | 田中雅美               | （不在）               | 松田丈志               | 松田丈志               |
| 8月       | 26日 - 30日 | 犬山紙子               | 浅尾美和               | 村上佳菜子             | 田中雅美               | 南田あゆみ             | 三輪田俊介             | 三輪田俊介             |
| 9月       | 2日 - 6日   | 犬山紙子               | 眞鍋かをり             | 三輪記子               | 田中雅美               | （不在）               | 遼河はるひ             | 遼河はるひ             |
| 9月       | 9日 - 13日  | 登坂絵莉               | 浅尾美和               | 三輪記子               | 田中雅美               | 南田あゆみ             | 松田丈志               | 三輪田俊介             |
| 9月       | 16日 - 20日 | 犬山紙子               | 眞鍋かをり             | 三輪記子               | 田中雅美               | （不在）               | 遼河はるひ             | 三輪田俊介             |
| 9月       | 23日 - 27日 | 犬山紙子               | 浅尾美和               | 村上佳菜子             | 田中雅美               | 南田あゆみ             | 松田丈志               | 松田丈志               |
| 10月      | 30日 - 4日  | 犬山紙子               | 眞鍋かをり             | 三輪記子               | 田中雅美               | （不在）               | 松田丈志               | 松田丈志               |
| 10月      | 7日 - 11日  | 犬山紙子               | 浅尾美和               | 三輪記子               | 田中雅美               | 南田あゆみ             | 遼河はるひ             | 三輪田俊介             |
| 10月      | 14日 - 18日 | 犬山紙子               | 眞鍋かをり             | 三輪記子               | 田中雅美               | （不在）               | 松田丈志               | 松田丈志               |
| 10月      | 21日 - 25日 | 犬山紙子               | 浅尾美和               | 三輪記子               | 田中雅美               | 南田あゆみ             | 遼河はるひ             | 三輪田俊介             |
| 11月      | 28日 - 1日  | 犬山紙子               | 眞鍋かをり             | 村上佳菜子             | 松田丈志               | （不在）               | 遼河はるひ             | 三輪田俊介             |
| 11月      | 4日 - 8日   | 犬山紙子               | 浅尾美和               | 三輪記子               | 田中雅美               | （不在）               | 松田丈志               | 松田丈志               |
| 11月      | 11日 - 15日 | 犬山紙子               | 眞鍋かをり             | 三輪記子               | 田中雅美               | 南田あゆみ             | 遼河はるひ             | 遼河はるひ             |
| 11月      | 18日 - 22日 | 犬山紙子               | 浅尾美和               | 三輪記子               | 田中雅美               | （不在）               | 遼河はるひ             | 三輪田俊介             |
| 11月      | 25日 - 29日 | 犬山紙子               | 眞鍋かをり             | 村上佳菜子             | 田中雅美               | 南田あゆみ             | 松田丈志               | 髙橋宏斗               |
| 12月      | 2日- 6日    | 犬山紙子               | 浅尾美和               | 三輪記子               | 田中雅美               | 南田あゆみ             | 松田丈志               | 松田丈志               |
| 12月      | 9日 - 13日  | 犬山紙子               | 眞鍋かをり             | 三輪記子               | 田中雅美               | （不在）               | 遼河はるひ             | 三輪田俊介             |
| 12月      | 16日 - 20日 | 犬山紙子               | 浅尾美和               | 三輪記子               | 田中雅美               | 南田あゆみ             | 松田丈志               | 松田丈志               |
| 12月      | 23日 - 27日 | 犬山紙子               | 眞鍋かをり             | 村上佳菜子             | 田中雅美               | （不在）               | (放送無し）            | (放送無し）            |
| 2025年1月 | 6日 - 10日  | 犬山紙子               | 眞鍋かをり             | 三輪記子               | 田中雅美               | 南田あゆみ             | 松田丈志               | 松田丈志               |
| 2025年1月 | 13日 - 17日 | 犬山紙子               | 浅尾美和               | 三輪記子               | 田中雅美               | （不在）               | 遼河はるひ             | 三輪田俊介             |
| 2025年1月 | 20日 - 24日 | 犬山紙子               | 眞鍋かをり             | 三輪記子               | 田中雅美               | 南田あゆみ             | 松田丈志               | 松田丈志               |
| 2025年1月 | 27日 - 31日 | 犬山紙子               | 浅尾美和               | 松田丈志               | 田中雅美               | (不在）                | 遼河はるひ             | 三輪田俊介             |
| 2月       | 3日 - 7日   | 犬山紙子               | 眞鍋かをり             | 三輪記子               | 南田あゆみ             | 南田あゆみ             | 松田丈志               | 松田丈志               |
| 2月       | 10日 - 14日 | 犬山紙子               | 浅尾美和               | 三輪記子               | 田中雅美               | （不在）               | 遼河はるひ             | 三輪田俊介             |
| 2月       | 17日 - 21日 | 犬山紙子               | 眞鍋かをり             | 三輪記子               | 田中雅美               | 南田あゆみ             | 松田丈志               | 松田丈志               |
| 2月       | 24日 - 28日 | 犬山紙子               | 浅尾美和               | 村上佳菜子             | 田中雅美               | （不在）               | 遼河はるひ             | 三輪田俊介             |
| 3月       | 3日 - 7日   | 犬山紙子               | 眞鍋かをり             | 三輪記子               | 田中雅美               | （不在）               | 松田丈志               | 松田丈志               |
| 3月       | 10日 - 14日 | 犬山紙子               | 浅尾美和               | 岡本あずさ             | 田中雅美               | 南田あゆみ             | 遼河はるひ             | 三輪田俊介             |
| 3月       | 17日 - 21日 | 犬山紙子               | 眞鍋かをり             | 三輪記子               | 田中雅美               | （不在）               | 松田丈志               | 松田丈志               |
| 3月       | 24日 - 28日 | 犬山紙子               | 浅尾美和               | 村上佳菜子             | 田中雅美               | 南田あゆみ             | 遼河はるひ             | 三輪田俊介             |

| 放送日      | 放送日      | 2025年度コメンテーター | 2025年度コメンテーター | 2025年度コメンテーター | 2025年度コメンテーター | 2025年度コメンテーター | 2025年度コメンテーター |            |            |
| 放送日      | 放送日      | 月曜                   | 火曜                   | 水曜                   | 木曜                   | 木曜                   | 金曜                   |            |            |
| ----------- | ----------- | ---------------------- | ---------------------- | ---------------------- | ---------------------- | ---------------------- | ---------------------- | ---------- | ---------- |
| 4月         | 31日 - 4日  | 犬山紙子               | 眞鍋かをり             | 三輪記子               | 田中雅美               | 小島よしお             | 松田丈志               | 松田丈志   |            |
| 4月         | 7日 - 11日  | 犬山紙子               | 浅尾美和               | 三輪記子               | 田中雅美               | （不在）               | 遼河はるひ             | 遼河はるひ |            |
| 4月         | 14日 - 18日 | 犬山紙子               | 眞鍋かをり             | 三輪記子               | 田中雅美               | （不在）               | 松田丈志               | 松田丈志   |            |
| 4月         | 21日 - 25日 | 犬山紙子               | 浅尾美和               | 三輪記子               | 田中雅美               | （不在）               | 遼河はるひ             | 遼河はるひ |            |
| 5月         | 28日 - 2日  | 犬山紙子               | 眞鍋かをり             | 村上佳菜子             | 田中雅美               | （不在）               | 遼河はるひ             | 遼河はるひ |            |
| 5月         | 5日 - 9日   | 犬山紙子               | 浅尾美和               | 三輪記子               | 田中雅美               | 小島よしお             | 松田丈志               | 松田丈志   |            |
| 5月         | 12日 - 16日 | 犬山紙子               | 眞鍋かをり             | 三輪記子               | 田中雅美               | （不在）               | 遼河はるひ             | 遼河はるひ |            |
| 5月         | 19日 - 23日 | 犬山紙子               | 浅尾美和               | 三輪記子               | 田中雅美               | （不在）               | 松田丈志               | 松田丈志   |            |
| 5月         | 26日 - 30日 | 浅尾美和               | 眞鍋かをり             | 村上佳菜子             | 田中雅美               | （不在）               | 遼河はるひ             | 遼河はるひ |            |
| 6月         | 2日 - 6日   | 犬山紙子               | 浅尾美和               | 三輪記子               | 田中雅美               | 松田丈志               | 松田丈志               |            |            |
| 6月         | 9日 - 13日  | 犬山紙子               | 眞鍋かをり             | 三輪記子               | 田中雅美               | 小島よしお             | 遼河はるひ             | 遼河はるひ |            |
| 6月         | 16日 - 20日 | 犬山紙子               | 浅尾美和               | 三輪記子               | 田中雅美               | （不在）               | 松田丈志               | 松田丈志   |            |
| 6月         | 23日 - 27日 | 犬山紙子               | 眞鍋かをり             | 村上佳菜子             | 田中雅美               | （不在）               | 遼河はるひ             | 遼河はるひ | 遼河はるひ |
| 6月30日-7月 | 30日 - 4日  | 犬山紙子               | 浅尾美和               | 三輪記子               | 田中雅美               | （不在）               | 松田丈志               | 松田丈志   |            |
| 6月30日-7月 | 7日 - 11日  | 犬山紙子               | 浅尾美和               | 三輪記子               | 田中雅美               | 小島よしお             | 遼河はるひ             | 遼河はるひ |            |
| 6月30日-7月 | 14日 - 18日 | 犬山紙子               | 浅尾美和               | 三輪記子               | 田中雅美               | （不在）               | 松田丈志               | 松田丈志   |            |
| 6月30日-7月 | 21日 - 25日 | 犬山紙子               | 眞鍋かをり             | 三輪記子               | 田中雅美               | （不在）               | 遼河はるひ             | 遼河はるひ |            |
| 7月28日-8月 | 28日 - 1日  | 犬山紙子               | 眞鍋かをり             | 休止                   | 田中雅美               | （不在）               | 遼河はるひ             | 遼河はるひ |            |
| 7月28日-8月 | 4日 - 8日   | 犬山紙子               | 眞鍋かをり             | 三輪記子               | 田中雅美               | （不在）               | 松田丈志               | 松田丈志   |            |
| 7月28日-8月 | 11日 - 15日 | 犬山紙子               | 浅尾美和               | 三輪記子               | 田中雅美               | （不在）               | 遼河はるひ             | 遼河はるひ |            |
| 7月28日-8月 | 18日 - 22日 | 犬山紙子               | 眞鍋かをり             | 三輪記子               | 田中雅美               |                        |                        |            |            |

## 代打

### 2024年
- 2月5日～16日 - 濱田（5日～9日）と西尾（5日～7日）が体調不良のため休演。また、濱田の冬休み（13日〜）のため休演。これにより、MC陣のシフトを下記のように変更。

| 5日（月）            | 6日（火）  | 7日（水）  | 8日（木）  | 9日（金）  |
| メインMC             | メインMC   | メインMC   | メインMC   | メインMC   |
| -------------------- | ---------- | ---------- | ---------- | ---------- |
| 上坂嵩               | 上坂嵩     | 上坂嵩     | 西尾菜々美 | 西尾菜々美 |
| サブMC               |            |            |            |            |
| 石井祐里枝           | 石井祐里枝 | 望木聡子   | 上坂嵩     | 石井祐里枝 |
| フィールドキャスター |            |            |            |            |
| （不在）             | （不在）   | 石井祐里枝 | 石井祐里枝 | （不在）   |
| 12日（月）           | 13日（火） | 14日（水） | 15日（木） | 16日（金） |
| メインMC             |            |            |            |            |
| 西尾菜々美           |            |            |            |            |
| サブMC               |            |            |            |            |
| 上坂嵩               |            |            |            |            |
| フィールドキャスター |            |            |            |            |
| 石井祐里枝           | 石井祐里枝 | （不在）   | （不在）   | 石井祐里枝 |

- 2月26日 - 西尾が冬休みのため休演。これにより、MC陣のシフトを下記のように変更。

| 26日（月）           | 27日（火） | 28日（水） | 29日（木） |
| メインMC             | メインMC   | メインMC   | メインMC   |
| -------------------- | ---------- | ---------- | ---------- |
| 濱田隼               |            |            |            |
| サブMC               |            |            |            |
| 望木聡子             | 石井祐里枝 | 望木聡子   | 石井祐里枝 |
| フィールドキャスター |            |            |            |
| 上坂嵩               |            |            |            |

- 4月4日〜5日 - 修作が桜に関する中継のため、スタジオ不在のため、以下のように変更。

| 4日（木）  | 5日（金）  |
| 18時台天気 | 18時台天気 |
| ---------- | ---------- |
| 冨永幸     |            |
| 中継       |            |
| 山田修作   |            |

- 7月15日〜7月18日 - 西尾奈々美が休演。これによりMC陣のシフトを一部変更。

| 15日（月）           | 16日（火） | 17日（水） | 18日（木） | 19日（金） |
| メインMC             | メインMC   | メインMC   | メインMC   | メインMC   |
| -------------------- | ---------- | ---------- | ---------- | ---------- |
| 濱田隼               |            |            |            |            |
| サブMC               |            |            |            |            |
| 望木聡子             | 望木聡子   | 木岡真理奈 | 木岡真理奈 | 木岡真理奈 |
| フィールドキャスター |            |            |            |            |
| 上坂嵩               |            |            |            |            |

- 8月26日 - 修作が夏休みのため、18時台天気を冨永が担当した。

- 9月2日 - 上坂が夏休みのため休演。以下の通りに変更。

| 2日（月）            | 3日（火）  | 4日（水）  | 5日（木）  | 6日（金）  |
| メインMC             | メインMC   | メインMC   | メインMC   | メインMC   |
| -------------------- | ---------- | ---------- | ---------- | ---------- |
| 濱田隼               |            |            |            |            |
| サブMC               |            |            |            |            |
| 西尾奈々美           | 望木聡子   | 西尾奈々美 | 西尾奈々美 | 西尾奈々美 |
| フィールドキャスター |            |            |            |            |
| 木岡真理奈           | 木岡真理奈 | 望木聡子   | 木岡真理奈 | 木岡真理奈 |

- 9月9日 - 濱田が夏休みのため休演。これにより、MC陣のシフトを下記のように変更。

| 9日（月）            | 10日（火） | 11日（水） | 12日（木） | 13日（金） |
| メインMC             | メインMC   | メインMC   | メインMC   | メインMC   |
| -------------------- | ---------- | ---------- | ---------- | ---------- |
| 西尾奈々美           |            |            |            |            |
| サブMC               |            |            |            |            |
| 望木聡子             | 望木聡子   | 上坂嵩     | 上坂嵩     | 上坂嵩     |
| フィールドキャスター |            |            |            |            |
| 上坂嵩               | 上坂嵩     | 木岡真理奈 | 木岡真理奈 | 木岡真理奈 |

- 10月10日、11日 - 木岡が遅めの夏休みのため、以下のように変更。

| 10日（木）           | 11日（金） |
| メインMC             | メインMC   |
| -------------------- | ---------- |
| 濱田隼               |            |
| サブMC               |            |
| 西尾奈々美           |            |
| フィールドキャスター |            |
| 松崎杏香             |            |

- 11月7日 - 遅めの夏休みのため、西尾が休演。また、11日から冨永も休演。担当を一部変更

| 4日（月）            | 5日（火）            | 6日（水）            | 7日（木）            | 8日（金）  |
| 通常のシフトでの出演 | 通常のシフトでの出演 | 通常のシフトでの出演 | メインMC             | メインMC   |
| -------------------- | -------------------- | -------------------- | -------------------- | ---------- |
| 通常のシフトでの出演 | 通常のシフトでの出演 | 通常のシフトでの出演 | 濱田隼               |            |
| 通常のシフトでの出演 | 通常のシフトでの出演 | 通常のシフトでの出演 | サブMC               |            |
| 通常のシフトでの出演 | 通常のシフトでの出演 | 通常のシフトでの出演 | 望木聡子             | 木岡真理奈 |
| 通常のシフトでの出演 | 通常のシフトでの出演 | 通常のシフトでの出演 | フィールドキャスター |            |
| 通常のシフトでの出演 | 通常のシフトでの出演 | 通常のシフトでの出演 | 木岡真理奈           | 松崎杏香   |
| 11日（月）           | 12日（火）           | 13日（水）           | 14日（木）           | 15日（金） |
| メインMC             |                      |                      |                      |            |
| 濱田隼               |                      |                      |                      |            |
| サブMC               |                      |                      |                      |            |
| 木岡真理奈           | 望木聡子             | 望木聡子             | 松崎杏香             | 望木聡子   |
| フィールドキャスター |                      |                      |                      |            |
| 上坂嵩               | 上坂嵩               | 上坂嵩               | 木岡真理奈           | 木岡真理奈 |
| 16時台天気           |                      |                      |                      |            |
| 山田修作             |                      |                      |                      |            |
| 18時台天気           |                      |                      |                      |            |
| 山田修作             |                      |                      |                      |            |

- 12月23日 - 18時台短縮に伴い、修作が年内の出演を一足早く終えたため、担当を一部変更。なお、放送開始時間も16:10と遅かったため、この週は17時台も設定されている。また、23日～25日は特集を放送したことに伴い、天気の時間が短縮されたため、予報のみをサブMCが伝える形をとっている。26日は雪の情報を伝えるため、冨永が天気解説をしている。

| 23日（月）           | 24日（火） | 25日（水） | 26日（木） |
| メインMC             | メインMC   | メインMC   | メインMC   |
| -------------------- | ---------- | ---------- | ---------- |
| 濱田隼               |            |            |            |
| サブMC               |            |            |            |
| 西尾奈々美           | 望木聡子   | 西尾奈々美 | 西尾奈々美 |
| フィールドキャスター |            |            |            |
| 上坂嵩               | 上坂嵩     | 上坂嵩     | 木岡真理奈 |
| 16時台天気           |            |            |            |
| 冨永幸               |            |            |            |
| 17時台天気           |            |            |            |
| 冨永幸               |            |            |            |
| 18時台天気           |            |            |            |
| 西尾奈々美           | 望木聡子   | 西尾奈々美 | 冨永幸     |

### 2025年
- 1月7日 - 望木が休演のため、担当変更。また、上坂と木岡の水曜と木曜のシフトが入れ替わっている。

| 10日（火）           | 11日（水） | 12日（木） |
| メインMC             | メインMC   | メインMC   |
| -------------------- | ---------- | ---------- |
| 濱田隼               |            |            |
| サブMC               |            |            |
| 松崎杏香             | 西尾奈々美 | 西尾奈々美 |
| フィールドキャスター |            |            |
| 上坂嵩               | 木岡真理奈 | 上坂嵩     |

- 2月3日 - 西尾と松崎が冬休みのため休演。これにより、MC陣のシフトを下記のように変更。また、3日は、ドラゴンズの中継のため、朝のドデスカ!スポーツ&エンタメ、祝日サブMC担当、ドデスカ! (土曜日)サブMCの島貫凌が出演している。

| 3日（月）            | 4日（火） | 5日（水）  | 6日（木）  | 7日（金）  |
| メインMC             | メインMC  | メインMC   | メインMC   | メインMC   |
| -------------------- | --------- | ---------- | ---------- | ---------- |
| 濱田隼               |           |            |            |            |
| サブMC               |           |            |            |            |
| 望木聡子             | 望木聡子  | 木岡真理奈 | 松崎杏香   | 松崎杏香   |
| フィールドキャスター |           |            |            |            |
| 上坂嵩               | 上坂嵩    | 上坂嵩     | 木岡真理奈 | 木岡真理奈 |
| 中継                 |           |            |            |            |
| 島貫凌               | （不在）  | （不在）   | （不在）   | 大財英寿   |

- 2月10日 - 国府宮はだか祭の中継のためシフトを下記のように変更。濱田はリポーターとして祭会場を回り、大財は裸男としてもみ合いに参加した。

| 10日（月）     |
| メインMC       |
| -------------- |
| 西尾奈々美     |
| サブMC         |
| 上坂嵩         |
| 中継リポーター |
| 濱田隼         |
| 裸男           |
| 大財英寿       |

- 2月17日 - 上坂が冬休みのため休演。担当を一部変更

| 17日（月）           | 18日（火） | 19日（水） |
| メインMC             | メインMC   | メインMC   |
| -------------------- | ---------- | ---------- |
| 濱田隼               |            |            |
| サブMC               |            |            |
| 西尾奈々美           | 望木聡子   | 西尾奈々美 |
| フィールドキャスター |            |            |
| 松崎杏香             | 木岡真理奈 | 木岡真理奈 |

- 3月3日 - 濱田が冬休みのため休演。担当を一部変更

| 17日（月）           | 18日（火） | 19日（水） | 20日（木） | 21日（金） |
| メインMC             | メインMC   | メインMC   | メインMC   | メインMC   |
| -------------------- | ---------- | ---------- | ---------- | ---------- |
| 西尾奈々美           |            |            |            |            |
| サブMC               |            |            |            |            |
| 松崎杏香             | 望木聡子   | 望木聡子   | 上坂嵩     | 上坂嵩     |
| フィールドキャスター |            |            |            |            |
| 上坂嵩               | 上坂嵩     | 上坂嵩     | 木岡真理奈 | 木岡真理奈 |

- 4月9日 - 濱田が大阪関西万博メディア内覧会取材ため、14日も大阪関西万博取材のため休演。担当を一部変更

| 9日（水）            | 14日（月） |
| メインMC             | メインMC   |
| -------------------- | ---------- |
| 西尾奈々美           |            |
| サブMC               |            |
| 松崎杏香             | 上坂嵩     |
| フィールドキャスター |            |
| 上坂嵩               | 松崎杏香   |

- 5月16日 - 西尾が休演。担当を一部変更

| 16日（金）           |
| メインMC             |
| -------------------- |
| 濱田隼               |
| サブMC               |
| 石神愛子             |
| フィールドキャスター |
| 木岡真理奈           |

- 7月28日週 - 西尾が夏休みのため休演。担当を一部変更

| 28日（月）           | 29日（火）           | 30日（水） | 31日（木）           | 8月1日（金）         |
| メインMC             | メインMC             | 休止       | メインMC             | メインMC             |
| -------------------- | -------------------- | ---------- | -------------------- | -------------------- |
| 濱田隼               | 濱田隼               | 休止       | 濱田隼               | 濱田隼               |
| サブMC               | サブMC               | 休止       | サブMC               | サブMC               |
| 石神愛子             | 望木聡子             | 休止       | 望木聡子             | 望木聡子             |
| フィールドキャスター | フィールドキャスター | 休止       | フィールドキャスター | フィールドキャスター |
| 上坂嵩               | 石神愛子             | 休止       | 木岡真理奈           | 木岡真理奈           |

- 8月4日週 - 濱田が夏休みのため休演。また、朝のドデスカ!の尾形の代打のため、松崎も休演。担当が変更。また、例年濱田の代理を西尾が務めているが、火・木のメインMCは彼女の曜日担当である望木が担当した。

| 4日（月）            | 5日（火） | 6日（水）  | 7日（木）  | 8日（金）  |
| メインMC             | メインMC  | メインMC   | メインMC   | メインMC   |
| -------------------- | --------- | ---------- | ---------- | ---------- |
| 西尾奈々美           | 望木聡子  | 西尾奈々美 | 望木聡子   | 西尾奈々美 |
| サブMC               |           |            |            |            |
| 石神愛子             | 石神愛子  | 上坂嵩     | 西尾奈々美 | 石神愛子   |
| フィールドキャスター |           |            |            |            |
| 上坂嵩               | 上坂嵩    | 木岡真里奈 | 木岡真里奈 | 木岡真里奈 |

### 祝日の担当
本番組では、朝のドデスカ!にて取られている1週間を通して出演しているアナウンサー（本番組では濱田）を休みにする制度は取られていない。よって、平日も祝日も同じような形での出演となる。

## 現在のコーナー

### ウルフィ3択
- 担当は濱田、ウルフィ。このコーナーはアップ!の18時台お天気3択のコーナーをリニューアルしたもの。このコーナーはウルフィアプリから参加できる。

### イマネタ+
- 担当は濱田、上坂or木岡。気になる鮮度の高い地元のニュースにプラスの情報を伝えるコーナー。このコーナーはアップ!のニュースワードをリニューアルしたコーナーである。

### ウルフィあのね
- 子どもたちがウルフィにかわいい本音を聞くコーナー。

### 16時台特集
月曜
- げつスポ

担当は西尾奈々美。この地方のスポーツを伝える。
火曜
- メーロメロポスト

担当は望木聡子。視聴者から送られたメーロメロな写真や動画を紹介する。
木曜
- じもスポ

担当は西尾奈々美。1人のアスリートを取材する。
- イマ推し!

Z世代のディレクターがニューオープンのお店など、今推したい最新トレンドを紹介するコーナー。朝のドデスカ!のハヤリミと同様のコーナー。尚、18時台特集に回ることもある。
金曜
- とびだせ!中継

担当は松崎。が色々な所に飛び出して紹介する。
不定期
- みんなのホンネ調べてきました

担当は松崎。世の中のホンネを調べるコーナー。このコーナーはアップ!の上坂アナの調べてきましたをリニューアルしたものである。
- ドデ＋リサーチ

当番組なりに流行りのものを紹介するコーナー。朝のドデスカ!のあらゆるサーチと同様のコーナー。

### 天気コーナー

#### 畑山弥保のナニキ～ル天気（月 - 金）
- 担当は畑山。明日の朝・昼・夜の服装を紹介する。

#### 明日朝のいってらっしゃい天気（平日 月 - 木）
- 担当は修作。明日の午前7時の天気、洗濯情報、服装を紹介する。

#### 週末お出かけ天気（金）
- 担当は修作。週末に出かけたいおすすめスポットを紹介する。月に1回、修作が現地へ向かい、そこで天気を伝える。

### 18時台特集

#### 月曜
- U字工事の解決！謎Qグルメ

担当はU字工事。東海3件のグルメを紹介する。稀に濱田も出る。見逃し配信をドデスカ！chで行っている。
- 旬咲く日和

担当は山田修作。気象予報士の山田修作が、東海地方の〝旬〟を探す旅企画。見逃し配信をドデスカ！chで行っている。

#### 火曜
- フレー!フレー!一歩前へ

担当は望木聡子。「一歩前へ」がパワーアップしたコーナー。見逃し配信をドデスカ!chで行う。
- 阿佐ヶ谷姉妹のようこそ未知の世界へ

担当は阿佐ヶ谷姉妹。東海3県各地の未知の料理やサービスを紹介する。月1放送。

#### 水曜
- 特報プラス

担当は濱田隼。注目ニュースの深層を探るコーナー。濱田隼がニュースの現場に入り徹底取材する。

#### 木曜
- 笠原さんの魔法のレシピ

担当は松崎杏香 or 堂野浩久。笠原シェフが料理がより美味しくなるような魔法のレシピを紹介する。
- おでかけLIVEキッチン

担当は堂野or木岡。人気youtuberかっちゃんがおすすめのレシピを紹介する。

#### 金曜
- マチ10

担当は西尾奈々美。朝の「ドデスカ！」のマチQの続コーナー。東海3県のマチの魅力をランキング方式で紹介する。

#### 不定期
- 本当は教えたくない店

担当は松崎杏香。有名シェフの本当は教えたくない店を紹介する。
- 大財の祭だ！Oh!宝

## 過去のコーナー

### うましゅんランチ
2023年10月2日 - 2024年3月30日　担当は濱田。濱田が東海3県のランチを紹介して「うましゅん」と叫ぶコーナー。見逃し配信はドデスカ！ch・Locipoで行っている。番組リニューアルのため終了しているが、特別番組などで度々復活している。

### 一歩前へ
2023年10月3日 - 2024年3月26日　リポーターは西尾菜々美。アップからの継続コーナー。「フレーフレー一歩前へ」へのリニューアルのため終了。

### Toku-tube
2023年10月2日 - 2024年3月30日　リポーターは望木聡子、堂野裕久。アップからの継続コーナー。暮らしに得する情報を伝える。見逃し配信をドデスカ！chで行う。「おでかけLIVEキッチン」へのリニューアルに伴い終了。

### 衝撃ニュース
2023年10月2日 - 2024年9月27日　世界のドキッとするニュースを紹介する。基本的に「サンデーLIVE」のものを使用していた。サンデーLIVE放送終了に伴いコーナー終了。

### ドデ+中継
2023年10月2日 - 2024年9月27日　担当は望木聡子（ - 2024年3月）、尾形杏奈。当番組の中継コーナー。東海3県のイベント会場や旬のスポットに出向き、紹介する。「とびだせ!中継」へのリニューアルのため終了。

### メーロメロ生電話
2023年10月2日 - 2023年12月22日　担当は山田修作、濱田隼。メーロメロポストのリニューアル版として放送。東海3県の視聴者と繋がってお出かけスポットの天気等を紹介していた。自然の流れ終了。

## 番組テーマソング
全て『ドデスカ!』と共通。
| 期間      | 期間      | 歌手名     | 曲名                 | 備考                          |
| --------- | --------- | ---------- | -------------------- | ----------------------------- |
| 2023.10.2 | 2024.3.29 | 緑黄色社会 | 『始まりの歌』       |                               |
| 2024.4.1  | 現在      | 緑黄色社会 | 『陽はまた昇るから』 | 3年連続緑黄色社会が担当する。 |

## 当番組コンセプト
| 期間      | 期間      | テーマ                      | 備考 |
| --------- | --------- | --------------------------- | ---- |
| 2023.10.2 | 2024.3.29 | あふれる地元愛、夕方も。    |      |
| 2024.4.1  | 2025.3.28 | あしたへエール、もっと前へ! |      |
| 2025.3.31 | 予定      | あふれる地元愛、夕方も。    |      |

## 特別番組
- 2012年以降、『ドデスカ!』と『アップ!』の出演者による防災特別番組として『池上彰と考える!巨大自然災害から命を守れ』が放送されている。2014年から2017年までは『ドデスカ!』と『アップ!』のタイアップ番組として放送。2024年以降。本番組も制作に参加し、本番組と『ドデスカ!』のタイアップ番組として放送。

- その他、朝のドデスカ!とのタイアップで特別番組が放送されている。

- その他にも、本番組独自で特別番組を制作していることもある。

|   | 放送日         | 番組名                                    | 出演者                                         | 内容 |
| - | -------------- | ----------------------------------------- | ---------------------------------------------- | --- |
| 1 | 2023年12月30日 | うましゅん日和 〜お伊勢さんチャリンコ旅〜 | 濱田隼 山田修作 近藤千尋 太田博久 マチャミ     | 本番組のうましゅんランチと旬咲く日和がコラボした企画。 濱田と山田が自転車で伊勢神宮周辺を漕ぎ回り、 様々なゲストと出会い、夫婦岩で夕日を見る。 濱田曰く、夫婦岩で夕日を見るとしか知らされていないらしく、 ゲストがいるということすら知らなかったらしい。 |
| 2 | 2025年1月5日   | うましゅん日和 〜知多半島チャリンコ旅〜   | 濱田隼 山田修作 西尾奈々美 村上佳奈子 高島礼子 | 本番組の旬咲く日和とマチ10がコラボした企画として放送。 濱田と山田が自転車で知多半島を横断し、 道中で様々なゲストと出会う。 今回はマチ10のコラボということで西尾も村上と共に参加している。 今回もりんくうビーチで夕日を見る予定。                         |

## 特別編成時の対応
- オリンピック・サッカー・FIFAワールドカップといった国際的なスポーツ中継が組まれる際は、第2部を休止、時間繰り下げ、又は時間短縮の対応を取る場合がある。
- 年末年始は、カレンダーの配置によるが、概ね12月22日から1週間程度放送休止となる。この期間中は基本的には自主編成番組→メーテレニュース→Jチャンネルの順で対応する。
- 初回となる2023年10月2日の放送は、ジャニーズ事務所の記者会見に伴い臨時拡大版が放送された『スーパーJチャンネル』を13:50 - 16:48の間全国同時ネットしたため、16:48 - 18:57（うち17:50 - 18:15の間は再び『Jチャンネル』をネット）に短縮された。
- 2024年11月6日の放送は、アメリカ大統領選による臨時速報に伴い、臨時拡大版が放送された『スーパーJチャンネル』を全国同時ネットしたため、第一部を休止した。
- 2024年12月16日以降、2024年内は、16:10開始となった。それに合わせて、17:30 - 17:55の第2部が編成され、3部制の放送となり、第2部の天気については冨永が担当した。なお、2025年以降は元の編成に戻っている。
- 2025年1月27日の放送は、フジテレビの記者会見に伴い、臨時拡大版が放送された『スーパーJチャンネル』を全国同時ネットしたため、第一部を休止した。
- 2025年7月30日の放送は、日本時間午前8時24分頃発生した2025年カムチャツカ半島地震に伴い北海道から和歌山県沿岸に津波警報が発令中だった為全編スーパーJチャンネルをネットされたため、本番組は休止した。　[18]

## その他
当番組のフィールドキャスターは、朝のドデスカ!にVTR出演する場合がある。これは、当番組で使用したVTRを翌朝の番組にも利用するためである。